# Præsidentvalget i Gambia 2021
Præsidentvalget i Gambia 2021 blev afholdt 4. december 2021. Der var opstillet seks kandidater til at blive Gambias næste præsident, inklusive den siddende præsident Adama Barrow. Ifølge valgkommissionen i Gambia blev præsident Barrow genvalgt med ca. 53 % de afgivne stemmer, mens Ousainou Darboe fik næstflest stemmer med ca. 28 %. Darboe har nægtet at anerkende resultatet med henvisning "problemer ved valgstederne" uden nærmere uddybning.

## Baggrund
Ved præsidentvalget i 2016 besejrede Adama Barrow den dengang siddende præsident Yahya Jammeh, der havde været ved magten i over 20 år. Jammeh erkendte nederlaget, men nægtede efterfølgende at træde tilbage, hvilket resulterede i en forfatningskrise, der fik Barrow til at tiltræde embedet, og Jammeh flygtede til Ækvatorialguinea, hvor han fortsat er i eksil. Barrow havde været medlem af United Democratic Party (UDP), men stillede op i 2016 som præsidentkandidat for Coalition 2016, en samling oppositionsgrupper, der forsøgte at afsætte Jammeh. Efter konflikter med UDP mens han var i embedet, forlod Barrow partiet i 2019 og stiftede National People's Party (NPP).

## Valgsystem
Gambias præsident vælges i en enkelt valgrunde med flertalsvalg for en femårig periode.
Registrerede vælgere fik et valgkort, som skulle fremvises på vælgerens valgsted. Efter at have bekræftet gyldigheden, mærkede en valgtilforordnet vælgerens venstre pegefinger med uafvaskelig blæk.
I stedet for at bruge stemmesedler gennemføres valg i Gambia ved hjælp af glaskugler. Hver vælger modtager en kugle og placerer den i et rør, som leder kuglen ned i en forseglet tønde for den pågældende vælgers foretrukne kandidat. Der er en tønde for hver kandidat, og tønderne er malet i forskellige farver svarende til kandidatens partitilhørsforhold, og der er også et billede af kandidaten på tønden. Systemet med kugler er brugt i Gambia siden 1960'erne, og anses som velegnet i et land med høj analfabetisme. Det er billigt og enkelt både at stemme og tælle op, og metoden rapportes at give et meget lavt antal ugyldige stemmer.

## Kandidater
Seks kandidater blev godkendt til at stille op af den uafhængige valgkommission:
| Navn                   | Parti                                                                   | Position |
| ---------------------- | ----------------------------------------------------------------------- | --- |
| Adama Barrow           | National People's Party (NPP)                                           | Siddende præsident fra 2017                                                                                   |
| Ousainou Darboe        | United Democratic Party (UDP)                                           | Tidligere vicepræsident (2018-2019)                                                                           |
| Essa M. Faal           | Uafhængig                                                               | Chefanklager for Truth, Reconciliation and Reparations Commission fra 2018                                    |
| Mama Kandeh            | Gambia Democratic Congress (GDC)                                        | MP i det panafrikanske parlament                                                                              |
| Abdoulie Ebrima Jammeh | National Union Party (NUP)                                              | Tidligere generaldirektør for Gambia Civil Aviation Authority                                                 |
| Halifa Sallah          | People's Democratic Organisation for Independence and Socialism (PDOIS) | Særlig rådgiver for præsidenten om regeringsførelse (2017), nationalforsamlingens mindretalsleder (2002-2007) |

## Valgkamp
Barrows NPP annoncerede en koalition med den tidligere præsident Yahya Jammeh parti, Alliance for Patriotic Reorientation and Reconstruction (APRC). Jammeh afviste efterfølgende alliancen og sagde, at det blev gjort uden hans vidende. Dette førte til en splittelse i APRC mellem dem, der støttede aftalen og tilsluttede sig Barrow, og en "No Alliance Movement" som var loyal over for Jammeh, som har været stærkt kritisk over for Barrow.

## Valgresultat
Der var i alt 962.157 vælgere registreret på valglisterne, fordelt på 416.839 mænd og 545.318 kvinder. De 1.554 valgsteder var åbne på valgdagen fra kl. 8.00 til 17.00, og vælgere som stod i kø kl. 17 fik lov til at afgive deres stemme.
Præsident Barrow blev erklæret som vinder dagen efter valget. Faal lykønskede Barrow, men UDP-medlemmer protesterede mod resultaterne.
Efter at valgresultatet var offentligt søndag den 5. december, udsendte Darboe, Kandeh og Faal senere på dagen en erklæring, hvori de udtrykte at de ikke ville acceptere resultatet, fordi de mente at der havde været en uforholdsmæssig forsinkelse i offentliggørelsen af resultatet, og en række sager var rejst af deres repræsentanter på valgstederne. Det blev uddybet hvad sagerne handlede om.
Observatører fra Den Afrikanske Union erklærede, at valgprocesserne opfyldte internationale standarder. Observatører fra EU roste graden af gennemsigtighed i afstemning og optælling; de anså imidlertid kandidatgodkendelsesprocessen for at være noget uigennemsigtig. Olusegun Obasanjo som ledte fra observatørgruppen Commonwealth roste afstemningssystemet med glaskugler og den gode afvikling af valget.
| Kandidat                         | Kandidat                         | Parti                            | Stemmer | %      |
| -------------------------------- | -------------------------------- | -------------------------------- | ------- | ------ |
|                                  | Adama Barrow                     | National People's Party          | 457.519 | 53,23  |
|                                  | Ousainou Darboe                  | United Democratic Party          | 238.253 | 27,72  |
|                                  | Mama Kandeh                      | Gambia Democratic Congress       | 105.902 | 12,32  |
|                                  | Halifa Sallah                    | PDOIS                            | 32.425  | 3,77   |
|                                  | Essa M. Faal                     | Uafhængig                        | 17.206  | 2,00   |
|                                  | Abdoulie Ebrima Jammeh           | National Union Party             | 8.252   | 0,96   |
| I alt                            | I alt                            | I alt                            | 859.557 | 100,00 |
|                                  |                                  |                                  |         |        |
| Stemmeberettigede/valgdeltagelse | Stemmeberettigede/valgdeltagelse | Stemmeberettigede/valgdeltagelse | 962.157 | –      |
| Kilde: Fatu Network              |                                  |                                  |         |        |